# Johanna
A Johanna női név, amely a János név latin Johannes alakjának a női párja.
A jelentése: Isten kegyelméből/Isten kegyelmezz. Névnapja március 28-án van.

## Rokon nevek
- Dzsenet:[1] a Johanna angol megfelelőjének a becenevéből önállósult név átvétele.[3]
- Jenni:[1] a Johanna német becenevéből önállósult.[2]
- Zsanett:[1] a Johanna francia kicsinyítőképzős megfelelőjének magyar helyesírású változata.[4]
- Zsanka:[1] a Zsanett magyar becenevéből önállósult, de lehet a Zsuzsanna beceneve is.[4]

- Dzsenna, Dzsenni, Hanna, Ivána, Ivica, Jana, Janina, Janka, Janna, Oana

## Gyakorisága
Az 1990-es években a Johanna igen ritka név, a 2000-es években eleinte nincs az első 100-ban, de 2007 óta minden évben a leggyakoribb 100 név között szerepel, 2013-ban a 73. helyen.
A Dzsenet, Jenni és Zsanka szórványos név volt az 1990-es években, a 2000-es években nem szerepelnek a 100 leggyakoribb női név között. A Zsanett a 90-es években gyakori név volt, a 2000-es években a 36-82. helyen szerepelt.

## Névnapok
Johanna
- február 2.[2]
- február 4.[2]
- március 28.[2]
- március 31.[2]
- május 12.[2]
- május 20.[2]
- május 30.[2]
- augusztus 21.[2]
- december 12.[2]

Dzsenet, Jenni:
- május 30.[3]

Zsanett, Zsanka
- május 30.[4]
- augusztus 21.[4]

## Idegen nyelvi változatai
- Giovanna, Gianna (olasz)
- Ioana (román)
- Jana (cseh)
- Jane, Jean, Joan, Joanne, Joanna (angol)
- Janina, Joanna (lengyel)
- Jeanne (francia)
- Joana (portugál)
- Juana (spanyol)
- Ivana (Ивана; orosz)

## Híres Johannák, Dzsenetek, Jennik, Zsanettek és Zsankák

### Magyarok
| - Andrádi Zsanett színésznő - gróf Esterházy Johanna hárfás, filantróp - Johanna Debreczeni magyar származású finn popénekesnő - Czető Zsanett színésznő | - Jakabfi Zsanett válogatott labdarúgó - Kaján Zsanett válogatott labdarúgó - Rőhberg Zsanett válogatott labdarúgó |

Bragmayer Zsanett
Triatlon olimpikon

### Külföldiek
| - Johanna, egy állítólagos római nőpápa - Joan Baez amerikai folk énekesnő - Johanna Beisteiner, osztrák klasszikus gitárművésznő - Jeanne d’Arc, az orléans-i szűz - Jóhanna Guðrún Jónsdóttir izlandi popénekesnő - Janet Jackson énekesnő | - Jeanne Moreau francia filmszínésznő - Gianna Nannini olasz énekesnő - Ioana Nicolaie román költő - Ioana Raluca Olaru román teniszezőnő - Jóhanna Sigurðardóttir izlandi politikus - Dame Joan Sutherland ausztrál opera-énekesnő |

### Uralkodók, királynék
| - I. Johanna nápolyi királynő - II. Johanna nápolyi királynő - III. Johanna nápolyi királynő, II. Johanna néven kasztíliai királynő - I. Johanna „La Beltraneja” kasztíliai királynő - II. (Őrült) Johanna kasztíliai királynő | - I. Johanna navarrai királynő - II. Johanna navarrai királynő - III. Johanna navarrai királynő - Kasztíliai Johanna aragóniai királyné - I. Johanna angol királynő (Jane Grey) |